# آن سامرز
آن سامرز (بالإنجليزية: Ann Summers)‏ هي شركة بريطانية متعددة الجنسيات متخصصة في بيع الألعاب الجنسية والملابس الداخلية، تملك 80 متجرًا في الشوارع الرئيسية في المملكة المتحدة، أيرلندا، وجزر القنال الإنجليزي. في عام 2000، استحوذت آن سامرز على علامة Knickerbox التجارية، التي تركز على الملابس الداخلية المريحة والأنثوية، بينما تميل منتجات آن سامرز إلى أن تكون أكثر إثارة من حيث التصميم. بلغ حجم إيرادات الشركة السنوية 117.3 مليون جنيه إسترليني في الفترة من 2007 إلى 2008.

## تاريخ
سميت الشركة على اسم آنيس سامرز، وهي سكرتيرة المؤسس مايكل كابورن-واترفيلد.
وُلدت آنيس سامرز باسم آنيس جودوين في عام 1941، ثم تبنت اسم عائلة زوج أمها لاحقًا. تركت الشركة بعد فترة قصيرة من تأسيسها نتيجة لخلاف مع كابورن-واترفيلد. انتقلت للعيش في أومبريا بإيطاليا، على بعد ساعتين من روما، وتوفيت نتيجة إصابتها بالسرطان في أكتوبر 2012.
في عام 2000، استحوذت آن سامرز على علامة الملابس الداخلية Knickerbox مقابل مبلغ غير معلن، لكن في عام 2014، أعلنت الشركة عن خطط لبيع العلامة التجارية.

### بيع بالتجزئة
افتتح أول متجر لآن سامرز في عام 1970 في ماربل آرتش بلندن، حيث تطور لاحقًا ليصبح ستة متاجر.
في عام 1971، اشترى الأخوان رالف وديفيد جولد الشركة، وحولاها من متجر جنسي عادي إلى علامة تجارية معروفة ومتجر متخصص في الملابس الداخلية. في عام 1981، عين ديفيد جولد ابنته جاكلين جولد (التي تشغل الآن منصب الرئيس التنفيذي) وطرحت مفهوم "خطة الحفلات". تدار عمليات التجزئة لجميع متاجر آن سامرز من المقر الرئيسي في وايتليفي، ساري. اعتبارًا من ديسمبر 2010، كانت آن سامرز تدير 144 منفذ بيع بالتجزئة في المملكة المتحدة، أيرلندا، جزر القنال، وإسبانيا.
تقدم المتاجر مجموعة متنوعة من المنتجات مثل الملابس الداخلية، مستحضرات التجميل، ملابس السباحة، والألعاب الجنسية. كما تبيع المتاجر سنويًا مليوني "أرانب متفشية"، وهي نوع من الهزازات الحصرية لعلامة آن سامرز.

### خطة الحفلات
أطلقت جاكلين جولد فكرة "خطة الحفلات" في عام 1981. في البداية، كانت حفلات آن سامرز تهدف إلى التهرب من القيود التي تحد من عرض الألعاب الجنسية، فضلاً عن كونها استراتيجية تسويقية، لكن سرعان ما لاقت شعبية كبيرة. واليوم، توظف آن سامرز أكثر من 7,500 منظم حفلات يتم تنسيق عملهم من المقر الرئيسي في سري. في عام 2003، كانت تُنظم حوالي 4,000 حفلة سنويًا في المملكة المتحدة.
تتضمن حفلات آن سامرز عرض الألعاب الجنسية والملابس الداخلية في جو غير رسمي، عادة في منازل الحضور. وقد تشمل أيضًا استعراض كتالوج المنتجات وغالبًا ما تتخللها ألعاب جماعية.

## الجدل
بسبب طبيعة عملها المرتبطة بالبالغين، واجهت آن سامرز العديد من الاعتراضات القانونية والاجتماعية. على سبيل المثال، في عام 2003، خاضت الشركة معركة قضائية حول الإعلان عن الموظفين في مراكز العمل، حيث فازت بالقضية ورفضت هيئة المعايير الإعلانية (ASA) الشكوى ضدها.
كما واجهت الشركة معارضة بسبب إعلاناتها، حيث تلقت شكوى من قصر باكنغهام بسبب إعلان اعتبر غير مناسب بشأن الملكة.
في عام 2003، تم مناقشة مدفوعات الشركة لمنظمي الحفلات في عدة مصادر إعلامية.
وفي عام 2004، أيدت ASA شكويين ضد الشركة، حيث قررت أن الإعلان الأول كان مهينًا للنساء وغير مناسب للاستخدام كملصق. وفي الحالة الثانية، حكمت ASA بأن الإعلان الذي استخدم عبارة "Ride a Cock Horse" كان من المرجح أن يجذب انتباه الأطفال وكان غير مناسب للوسيط الذي ظهر فيه.
تم إغلاق مصنع آن سامرز للملابس الداخلية في بورتسموث في عام 2005، مما أسفر عن تسريح أكثر من 50 موظفًا.
كما أُجبرت الشركة على إغلاق فرعها في بيرث، اسكتلندا، بعد اعتراضات من السكان المحليين، وخاصة الآباء الذين شعروا بالإحراج بسبب الأسئلة التي طرحها أطفالهم حول المتجر. كانت بيرث المدينة البريطانية الوحيدة التي فشل فيها متجر آن سامرز. وفي مايو 2007، تم إغلاق متجر Middleton Grange في هارلتبول بعد أقل من عامين من افتتاحه بسبب ضعف المبيعات.
في عام 2006، قدمت مجموعات إسلامية شكوى ضد إطلاق دمية مفخخة باسم "مصطفى شاج"، مدعية أن الاسم كان مسيئًا للمسلمين لأنه أحد أسماء النبي محمد.
وفي عام 2007، واجهت الشركة مشاكل قانونية مع شركة آبل بسبب إصدارها إضافة إلكترونية لمشغلات الموسيقى تسمى iGasm، حيث رفضت الشركة الامتثال لأوامر الإيقاف الصادرة عن آبل. كما رفع مدير سابق، يعمل الآن في شركة Beate Uhse AG، دعوى تشهير ضد جاكلين جولد. وفي نفس العام، تم حظر إعلان في مترو أنفاق لندن.
في عام 2010، تم حظر إعلان خاص بالهالوين من قبل مركز إزالة الإعلانات الإذاعية بسبب "إشارات جنسية صريحة" في المؤثرات الصوتية.
وفي عام 2011، تم سحب حملة إعلانية تضمنت نقشًا لإعلان ماركس آند سبنسر بعد تهديد باتخاذ إجراءات قانونية من قبل الشركة.

## وصلات خارجية
- Ann Summers website
- Knickerbox website
- Jacqueline Gold website
- Gold Group International website
- David Gold website